# Pontoparta rara
Pontoparta rara is een mosselkreeftjessoort uit de familie van de Candonidae. De wetenschappelijke naam van de soort is voor het eerst geldig gepubliceerd in 1901 door Vavra.